# Seznam madžarskih kiparjev
Seznam madžarskih kiparjev.

## A
- Károly Alexy

## B
- Vilmos Fémes Beck
- Miklós Borsos
- Gerő Gábor Bottos

## C
- Joseph Csaky (Csáky József) (madžarsko-francoski)

## D
- Gyula Donáth

## F
- János Fadrusz
- Vilmos Fémes Beck
- Béni Ferenczy
- István Ferenczy

## G
- Peter Galhidy (1974)
- Oszkár Glatz

## I
- Miklós Izsó

## K
- Ede Kallós
- Zoltán Kemény
- Ferenc Király (madž.-slov.)
- Zsigmond Kisfaludy Stróbl
- György Kiss
- Imre Kocsis
- György Kolozsváry
- Márton Kolozsváry
- Margit Kovács

## L
- Miklós Ligeti

## M
- Ede Margó
- Ferenc Medgyessy
- Desző Mészáros

## N
- Vilmos Aba Novák

## P
- Pál Pátzay

## R
- József Róna
- Ernő Rubik

## S
- Alajos Stróbl
- Zsigmond Kisfaludi Stróbl
- Janos Szentklari ?
- Jenő Szervátius

## T
- Eduard Telcs
- Amerigo Tot
- István Tóth (1861-1934)

## V
- Imre Varga (1923-2019)
- Márk Vedres

## Z
- György Zala (Lendava, 1858--1937, Budimpešta)